# Cellaria moniliorata
Cellaria moniliorata är en mossdjursart som beskrevs av Rogick 1956. Cellaria moniliorata ingår i släktet Cellaria och familjen Cellariidae. Inga underarter finns listade i Catalogue of Life.